# GarageBand
GarageBand（ガレージバンド）は、Appleが開発・販売するmacOS・iOS・IPadOS用の音楽制作ソフトウェアで、様々な音源を組み合わせてDTMを実現する、シーケンスソフトの一種である。かつてMac OS X用ソフトウェアセット製品であるiLifeに含まれていた。現在Appleから販売されているiMac・Mac mini・Mac Pro・MacBook Air・MacBook Proに同梱されている。

## 概要
プロのミュージシャンでなくとも簡単に音楽制作ができるように、という目的で開発されたソフトウェアであり、視覚的に理解しやすいようなユーザインタフェースとなっている。その使いやすさのためか、沖井礼二や高見沢俊彦など本来のターゲットではないプロのミュージシャンもデモ制作やアイデアの記録のために使用する事例もある。
また、2017年にアルバム「TROPICAL LOVE」をリリースした電気グルーヴはこのアルバムの楽曲をほぼ全てGarageBandとMacBookの内蔵マイクのみで制作したとインタビューで語っている。

## 機能
音源
ソフトウェア音源は外部接続したMIDIキーボードによって操作できるほか、コンピュータのキーボードを使用して操作することもできる。また、こうしたソフトウェア音源トラックだけでなく、ギターやマイクからの入力信号を録音するリアル音源トラックも使用可能であり、デモ制作などには十分な機能を擁している。
調整・補正
各トラックのレベルやパンポットを調節する事ができる。またリバーブ、ディレイ、ビジュアルイコライザーといった代表的なエフェクターが用意されている。特にギター関連は充実しており、バージョン5において五種のギターアンプと10種のストンプボックス（エフェクター）のシミュレーターが追加されている。また、リアル音源トラックに対して、録音した音のチューニングやタイミングを簡易補正することができる。プロフェッショナル向けのソフトウェアではないが、エフェクトの自動操作（オートメーション）やテンポの滑らかな変更が出来、自由度が高い。ただし、やはりプロフェッショナルに向けられる機能などは省略されている。
Podcast
ポッドキャスト用の番組の制作にも対応している。サウンドエフェクトやジングルなど、レコーディングに便利な機能を備える。
ビデオレッスン
楽器の演奏を学ぶためのビデオレッスンが付属している。現時点においてはギター及びピアノの二種が存在。これは初心者向けの基本レッスンと中上級者向けのアーティストレッスンに分けられ、後者は人気曲をアーティストから学ぶことができるものである。
他ソフトとの連携
制作した音楽をAIFF形式でiTunesに書き出すことができる。iTunesに書き出した音楽をCD-Rに書き込むことで、手軽にオーディオCDを作成することができる。
互換
GarageBandの開発には、2002年7月にApple Computerに買収された独Emagic社のエンジニアが携わったと言われている。 Emagic社は音楽制作ソフトLogicを開発していた会社である。そのためか、GarageBandとLogicの間にはある程度の互換性が持たせられている（Logic側でGarageBandのソングファイルをインポートしたり、音源を使用することができる）。
ループ
初期状態で約1,000種類のループパターンと50種類のソフトウェア音源が含まれており、単体ですぐに音楽制作が始められるように配慮されている。また、Jam Packs（後述）を購入する事により、更に多くのループを追加することができる。
拡張性
GarageBandには、Jam Packsという追加音源パッケージが用意されている。各パッケージには膨大な量のApple Loops、幾つかのソフトウェア音源、豊富なエフェクトが収録されており、ユーザが自分の目的に合ったパッケージを選択して追加することができる。なお、追加されたJam PackはLogic Pro、Logic Express、Soundtrack Proからも使用することができる。

### Jam Pack（単体販売は終了）
GarageBand 2以降で使用可能な以下の5種類の拡張パッケージが存在する。フルインストールするためにはそれぞれ10GB以上のディスク容量を必要とする。2007年末に発売したLogic Studioには、Voices以外の4種類のパッケージとJam Pack (M9696J/A) がインストールディスクに同封されている。現在はLogic ProまたはMainStageを購入すると追加ダウンロードで入手出来る。
- Jam Pack 2: Remix Tools (MA371J/A)

基本的な音楽制作に必要な機能を拡張する。ヒップホップ、R&B、テクノ、トランス、エレクトロニカなど様々なダンス音楽の制作に重宝する。ローランド社からライセンスを受けたクラシックなドラムサウンドも収録する。
- Jam Pack 3: Rhythm Section (MA375J/A)

ベースであるリズム制作の音源を拡張する。フォーク、ジャズ、カントリー、ブルースなど多岐にわたるジャンルからのドラム、パーカッション、ベース、ギター音源を提供する。
- Jam Pack 4: Symphony Orchestra (MA319J/A)

これひとつで自分だけの小さな交響楽団を構成できる。オーケストラを構成する弦楽器、金管楽器、木管楽器、パーカッション、ピアノ音源を提供する。クラシック音楽制作には必須であろう。
- Jam Pack 5: World Music (MA211J/A)

各国の民族楽器が中心。アジア、アフリカ、中南米、中近東、ヨーロッパ、インド、ラテンアメリカなど様々な地域からのエキゾチックな音源を提供する。
- jam pack 6: Voices (MA990J/A)

プロの歌手やラッパーによる1500以上のロイヤリティフリー・ボーカルループと各種のボイスインスツルメントが含まれている。

### 過去に発売されたJam Pack
全てのバージョンのGarageBandで使用可能な4種類のパッケージが存在していた。基本的に現在発売されているものと同じパッケージ構成であるが、その内容は量・質ともに異なる。フルインストールするためにはそれぞれ7GB程度のディスク容量が必要である。制作した音楽を本体に保存する際には、フルインストールの7GBと合わせて10GBほどは必要になる。高音質の音楽などをたくさん制作する場合は、さらに大きい容量のあるデバイスで行うか外部ストレージを用意する必要がある。
2004年1月7日リリース GarageBand Jam Packをリリース
- Jam Pack (M9696J/A)

iLife'04と同時リリースされ、Jam Pack 1とも呼ばれる。現在のJam Packの構成と異なり、初期状態から音源やエフェクトを万遍なく拡張する内容となっている。
2004年9月29日リリース 2つの新しいJam Packを発表
- Jam Pack 2: Remix Tools (M9604J/A)
- Jam Pack 3: Rhythm Section (M9607J/A)

2005年1月25日リリース iLife’05を発表
- Jam Pack 4 : Symphony Orchestra (M9819J/A)

iLife'05と同時期にリリースされた。

## バージョン

### macOS版
- 2004年1月6日 - 「iLife '04」発売。GarageBand登場。
- 2005年1月11日 - 「iLife '05」発売。Garageband、バージョン2へ。
- 2006年1月10日 - 「iLife '06」発売。バージョン3。サウンドエフェクトやジングルの追加など、ポッドキャストのレコーディングに便利な機能が強化された。Universal Binary化。
- 2007年8月7日 - 「iLife '08」発売。バージョン4。エフェクトの自動操作（オートメーション）やテンポの滑らかな変更が出来るようになった。また、自動作曲ツール「Magic GarageBand」追加。
- 2009年1月29日 - 「iLife '09」発売[4]。バージョン5。ビデオレッスンが追加された。ギターアンプ及びエフェクタが充実。iPhoneの着信音を作成するための機能も用意されている。
- 2009年8月3日 - GarageBand 5.1リリース[5][6]
- 2010年10月21日 -「iLife '11」発売。バージョン6。Flex TimeとGroove Matchingが追加。
- 2013年10月22日 -「GarageBand」単体をMac App Storeで無料で公開。Drummer、SmartControl、新規サウンドライブラリ等、Logic Pro Xと同様の機能を追加され、またGUIも近い物となった。
- 2017年6月6日 - 新デザインのGarageBand 10.2リリース。Touch Barサポート、iOSのGarageBandからリモートで新しいトラックを追加可能になった。
- 2020年11月12日 - Appleシリコンに対応したGarageBand 10.4.1リリース[7]。

### iOS版
- 2011年3月11日 - 1.0リリース。"GarageBand for iPad"として、iPad版のみApp Storeで販売が開始された。
- 2011年11月2日 - 1.1リリース。iPhone/iPod touchにも対応し、ユニバーサルアプリ化された[8]。
- 2013年10月23日 - 2.0リリース。新デザイン。Apple A7以降を搭載したiOSデバイス対応。
- 2017年11月1日 - 2.3リリース。和楽器追加など、多数の機能強化。

## 参照
1. ↑  iLife システム条件
2. ↑  http://velvetroomstudio.seesaa.net/article/212492861.html velvet room studio 2011年06月30日「アーティストとスタジオ」坂木 誠氏のインタビューの一節より。
3. ↑  https://realsound.jp/2017/02/post-11429.html 電気グルーヴが語る、楽曲制作の流儀「悲しみや怒りを無理やり同意させるのはカッコ悪い」
4. ↑  アップル、iLife ‘09を発表
5. ↑  GarageBand 5.1
6. ↑  GarageBand 5.1 のセキュリティコンテンツについて
7. ↑  “macOS 用 GarageBand リリースノート”. Apple Support (2023年4月4日). 2023年11月7日閲覧。
8. ↑  Apple Press Info - GarageBandがiPhoneとiPod touchのユーザにも利用可能に